# Schnitt (Gartenbau)
Mit Schnitt bezeichnet man in allen Sparten des Gartenbaus den Beschnitt (auch: Beschneidung) von Pflanzen jeglicher Art.
Man unterscheidet hierbei drei Absichten, den Formschnitt, den Pflegeschnitt und den Ernteschnitt, bei Gräsern und Ähnlichem als Abmähen (Totalschnitt), bei Gehölzen als Rückschnitt, als das Absetzen jüngeren, zu starken Wuchses auf Altholz.

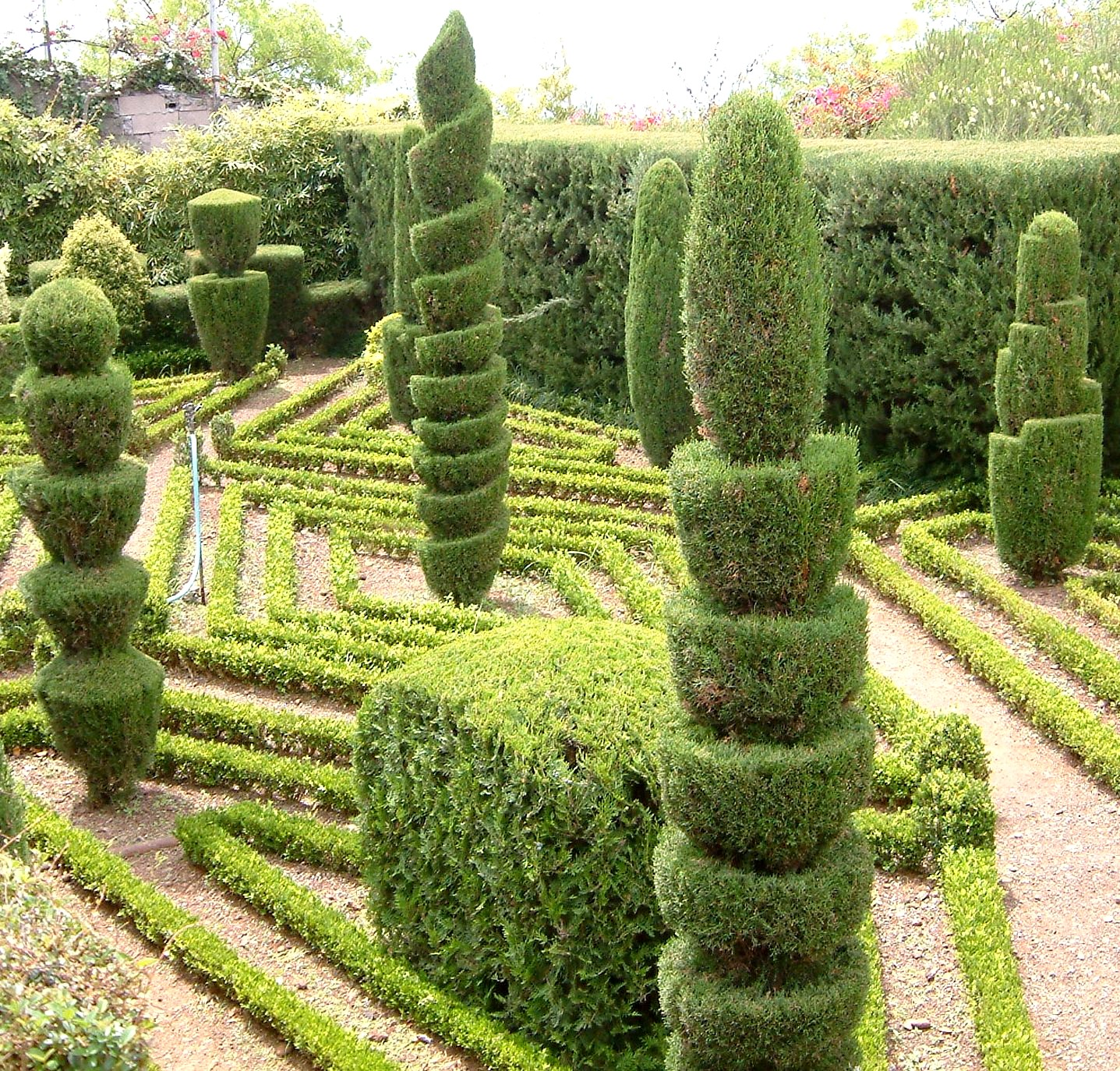
Beispiel für Zierschnitt in Madeira, Botanischer Garten oberhalb Funchal

## Schnittmaßnahmen
Pflanzen im Volumen zu reduzieren umfasst – abgesehen von der land- und forstwirtschaftlichen Ernte – Tätigkeiten wie:
- Ernteschnitt
  - die Mahd von Wiesenvegetation
  - allgemein den Schnitt als Ernte von Getreide und anderen Nutzpflanzen
  - die Ernte von Ziergewächsen als Schnittblumen und zu anderen Zwecken
  - die Schneitelung – die Ernte von belaubtem Geäst – zur Gewinnung von Raufutter

- Pflegeschnitt
  - den Grünschnitt, das Rasenmähen
  - den Baumschnitt, z. B. Obstbaumschnitt oder in Wohngebieten die sogenannte Wipfelköpfung zur Kontrolle des Kronenvolumens sowie aus Sicherheitsgründen (Beseitigung von Totholz)
  - den Rosenschnitt, um Wuchsfreudigkeit, Blütenreichtum und Gesundheit der Rosen zu fördern
  - die Reberziehung, um Wuchsfreudigkeit, Ertrag und Gesundheit der edlen Weinrebe zu fördern
  - das Freihalten von Verkehrswegen durch Zurückschneiden von Bäumen und anderem Bewuchs, wie beispielsweise die Vegetationskontrolle im Schienenverkehr
- Formschnitt
  - den Heckenschnitt, um diese zu dichtem Wuchs anzuregen
  - insbesondere den Zierschnitt (Topiari) in der Gartenkunst, um ausdauernde Gewächse – also Ziergehölze in Gärten und Parks – in eine ästhetisch gewünschte Form zu bringen
  - die Kunst des Bonsai – dem „Baum in der Schale“ – mit besonderen Techniken wie dem Blattschnitt, Wurzelschnitt
  - den Blattschnitt insbesondere bei Zierpflanzen, um das Wachstum anzuregen

## Allgemeine Techniken

Korrekter Schnitt von Pflanzen

Wichtig ist, dass nicht irgendwo abgeschnitten wird. Der Trieb sollte immer mit einem Knoten enden. Die Wasserverdunstung an den Blättern führt zum Saftstrom aus den Wurzeln. Das Holz nach dem Knoten oder blattlose Triebe ohne Endknospen sind dadurch vom Saftstrom und den Nährstoffen abgetrennt und können daher nicht austreiben und sterben in der Folge ab. Je nach Pflanze können dabei ganze Partien vertrocknen, was man manchmal bei Rosen beobachten kann.
Zur Erzielung einer gleichmäßigen Kronenentwicklung werden die (Leit-)Äste eines Gehölzes untereinander alle etwa in gleicher Höhe eingekürzt („Saftwaage“).
Zu Holz im Speziellen siehe Schnittführung

## Obstbaumschnitt
Obstbaumschnitt umfasst neben der Pflege von Obstbäumen im weiteren Sinne allgemein auch Sträucher (Beerenobst), Kletterpflanzen und ähnliche verholzende Pflanzen. Als Sonderform gilt der Schnitt der Weinrebe im Weinbau, obwohl er natürlich denselben Zwecken dient.

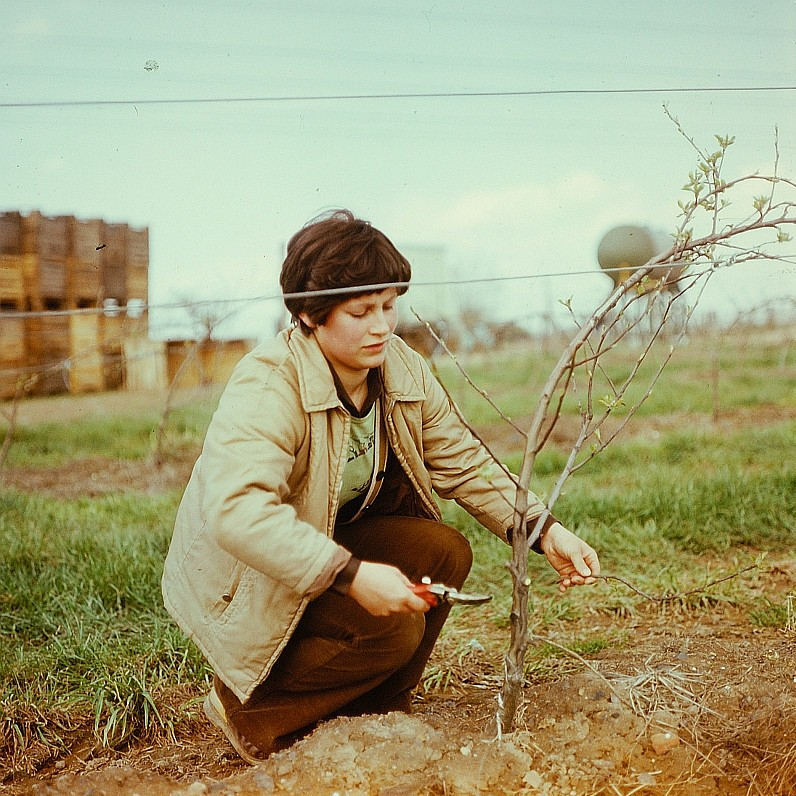
Obstbaumschnitt

Mit dem Obstbaumschnitt werden verschiedene Ziele verfolgt:
- „Formieren“: Dabei wird versucht, ein Kompromiss zwischen „tragendem, stützendem und ernährendem Holz“ zu finden. Der Baum befindet sich dann in einem physiologischen Gleichgewicht. Der Obstbaum soll im Allgemeinen eine der natürlichen Wuchsform angepasste Kegelform erhalten, d. h. die unteren Partien sind weiter ausladend als die oberen. Damit soll eine optimale „Besonnung“ der Früchte und des Laubes erreicht werden.
- „Lichteinfall“: Ein wichtiges Ziel des Baumschnittes ist die Auslichtung von zu dichten Astpartien. Nur besonnte Früchte sind schmackhafte Früchte.
- „Wachstum steuern“: Generell gilt: „Sommerschnitt“ bremst das Baumwachstum und „Winterschnitt“ regt es an. Dabei ist Sommerschnitt und Winterschnitt nicht auf die entsprechenden Monate des Jahreslaufs beschränkt, sondern der Sommerschnitt stellt den Schnitt in belaubtem und der Winterschnitt – in der Vegetationspause nach dem Laubabwurf bis zum Beginn des Saftflusses – den Schnitt in unbelaubtem Zustand dar. Das Ziel jeder Schnittmaßnahme muss sein, dass immer genügend junges Holz vorhanden ist bzw. neu gebildet wird: Die meisten Obstgehölze bringen den besten Ertrag an relativ „jungem Holz“, teils am „einjährigen Holz“, teils am etwa bis zu fünf Jahre alten „mehrjährigen Holz“. Es ist jedoch zu beachten, dass nicht für jede Baumart generell zwischen Sommer- und Winterschnitt gewählt werden kann. So werden beispielsweise Pfirsich- und Mandelbäume nur während der Blütezeit geschnitten (bessere Wundheilung und Übersicht über den Blütenbesatz), bei Sauerkirschbäumen wird üblicherweise der Winterschnitt angewandt (das starke Austreiben fördert das einjährige, fruchttragende Holz) und Süßkirschen werden nur im Sommer in den Monaten August und September geschnitten (hier ist die bessere Wundheilung maßgeblich). Die Walnussbäume sollten laut neueren Erkenntnissen[2] von Frühjahr bis Juni geschnitten werden.
- „Ertrag steuern“: Manche Obstbaumarten, insbesondere der Kulturapfel, aber auch einzelne Sorten neigen zur Alternanz, also übermäßigem Ertrag mit Ernteausfall im darauffolgenden Jahr. Dieses lässt sich durch geeigneten „Blütenschnitt“ (das ist der Schnitt während der Blütezeit) und Sommerschnitt regulieren.
- Gesundheit fördern: Das Entfernen von Teilen, die mit einer Pflanzenkrankheit bereits befallen sind, wie beispielsweise Obstbaumkrebs, Mehltau oder Feuerbrand; aber auch die Pflege von Teilen, die auf Krankheitsbefall gefährdet sind, wie offene Wunden, Schnittnarben, Totholz oder Wassertaschen. Siehe auch: Baumchirurgie oder Baumpflege.

Der Ende der 1920er Jahre von Hans Spreng in Oeschberg (Schweiz) entwickelte Oeschbergschnitt stellt heute noch die wichtigste Schnitt-Technik zur Erziehung großkroniger Obstbäume dar.

## Videos
des Bundesinformationszentrums Landwirtschaft (2017):
- Obstbäume schneiden – Teil 1: Grundlagen
- Obstbäume schneiden – Teil 2: Pflanzung und Pflanzschnitt
- Obstbäume schneiden – Teil 3: Erziehungsschnitt
- Obstbäume schneiden – Teil 4: Erhaltungs- und Verjüngungsschnitt
- Obstbäume schneiden – Teil 5: Sommerschnitt